# 澳大利亚原住民和托雷斯海峡岛民研究所
澳大利亚原住民和托雷斯海峡岛民研究所（Australian Institute of Aboriginal and Torres Strait Islander Studies，缩写AIATSIS）是一个独立的政府机构，成立于1964年，最初叫做澳大利亚原住民研究所（Australian Institute of Aboriginal Studies，缩写AIAS）。AIATSIS 拥有超过 100 万件专门关注澳大利亚原住民和托雷斯海峡岛民的物品的收藏，包括书籍、图片、音频、视频、地图、艺术品等，AIATSIS 还支持和资助原住民和托雷斯海峡岛民的研究项目，提供家族史查询服务，开发课程资源，举办原住民艺术市场，出版原住民研究出版物，以及推动原住民文化遗产的保护和归还。AIATSIS 还制作了一幅展示原住民澳大利亚的地图，试图根据 1994 年之前的出版资料，体现原住民的语言、社会或民族群体。它被认为是了解澳大利亚原住民和托雷斯海峡岛民的文化和社会的最佳途径。AIATSIS 位于澳大利亚首都堪培拉的阿克顿半岛，毗邻澳大利亚国家博物馆。